# Subdivisions de Sierra Leone

Subdivisions de premier niveau (provinces / zone).
1 - Zone de l'Ouest
2 - Nord-Ouest
3 - Nord
4 - Sud
5 - Est

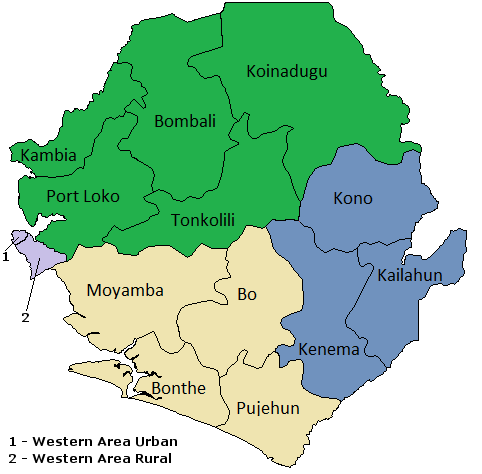
Subdivisions de deuxième niveau (districts), avant 2017.

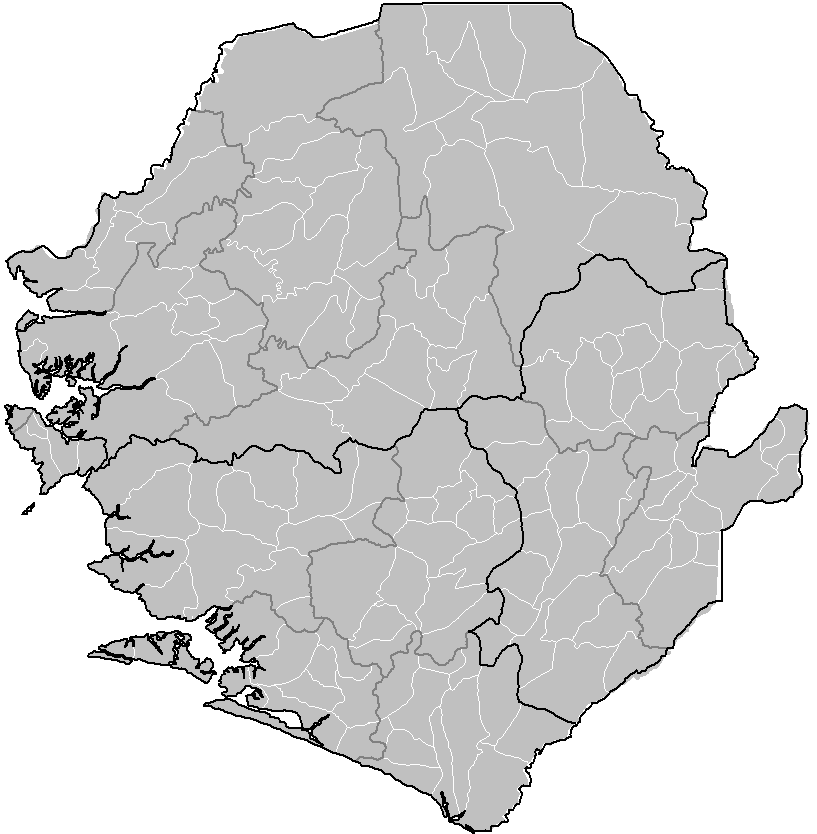
Subdivisions de troisième niveau (chefferies), avant 2017.

La Sierra Leone est divisée depuis 2017 en quatre provinces et une zone.
Le Parlement a ainsi validé en 2017, la création d'une province supplémentaire par rapport aux quatre déjà existantes, le nombre de circonscriptions électorales passant de 14 à 16 et les conseils locaux de 19 à 22.
À l'échelon inférieur, on trouve 190 chefferies.

## Zone de l'Ouest
La zone de l'Ouest correspond à la capitale Freetown et à ses abords. Elle comprend deux districts :
- le district urbain de la zone de l'Ouest (capitale : Freetown) ;
- le district rural de la zone de l'Ouest (capitale : Waterloo).

## Province du Nord
La province du Nord est divisée en quatre districts :
- le district de Bombali (capitale : Makeni) ;
- le district de Falaba (capitale : Bendugu) ;
- le district de Koinadugu (capitale : Kabala) ;
- le district de Tonkolili (capitale : Magburaka).

## Province du Nord -Ouest
La province du Nord-Ouest est divisée en trois districts :
- le district de Kambia (capitale : Kambia) ;
- le district de Karene (capitale : Kamakwie) ;
- le district de Port Loko (capitale : Port Loko).

## Province du Sud
La province du Sud couvre le sud-ouest du pays. Elle est divisée en quatre districts :
- le district de Bo (capitale : Bo) ;
- le district de Bonthe (capitale : Bonthe) ;
- le district de Moyamba (capitale : Moyamba) ;
- le district de Pujehun (capitale : Pujehun).

## Province de l'Est
La province de l'Est correspond aux régions du sud-est du pays, sans accès à la mer. Elle comprend trois districts :
- le district de Kailahun (capitale : Kailahun) ;
- le district de Kenema (capitale : Kenema) ;
- le district de Kono (capitale : Koidu).